# Senectus ipsa est morbus
 Senectus ipsa est morbus  лат. (изговор: сенектус ипса ест морбус). Старост је сама по себи болест. (Теренције)

## Поријекло изреке
Изреку изрекао  у другом вијеку п. н. е.   римски  писац  комедија   Теренције.

## Тумачење
И најздравија старост јесте немоћ, отуда болест .